# Baangi jezik
Baangi jezik (ISO 639-3: bqx; cibaangi), nigersko-kongoanski jezik uže skupine kainji, kojim govori 15 000 ljudi (1996) na sjeveru nigerijske države Niger.
Zajedno s jezicima Cishingini [asg], kakihum [kxe], tsikimba [kdl], tsishingini [tsw] i tsuvadi [tvd], svi iz Nigerije, čini zapadnokainjsku podskupinu kambari.

## Vanjske poveznice
- Ethnologue (14th)
- Ethnologue (15th)